# 꼬마영웅 경찰차 프로디 2
《꼬마영웅 경찰차 프로디 2》(Pelle Politibil går i vannet 2)는 2013년 공개된 노르웨이의 애니메이션 영화이다.

## 한국판 성우진
- 이선 - 프로디
- 엄상현 - 도티